# Loxophlebia rubripicta
Loxophlebia rubripicta är en fjärilsart som beskrevs av Paul Dognin 1916. Loxophlebia rubripicta ingår i släktet Loxophlebia och familjen björnspinnare. Inga underarter finns listade i Catalogue of Life.